# Jaime Menéndez Fernández
Jaime Menéndez Fernández (Sobrerriba, aldea de Cornellana, Asturias, 25 de junio de 1901 -Madrid, 30 de enero de 1969), conocido como El Chato, fue un periodista y escritor español, si bien se le ha ubicado erróneamente en la Generación del 27, lo cierto es que su actividad literaria ni se acerca a la de sus contemporáneos. Primer español redactor de The New York Times, llegó a dirigir el diario El Sol durante la guerra civil. Represaliado político tras la contienda, participó en la lucha política clandestina antifranquista desde su militancia en el Partido Comunista de España. Exiliado en Tánger, fue redactor jefe y subdirector del diario España, antes de su vuelta a Madrid en 1957, donde prosiguió su carrera periodística.

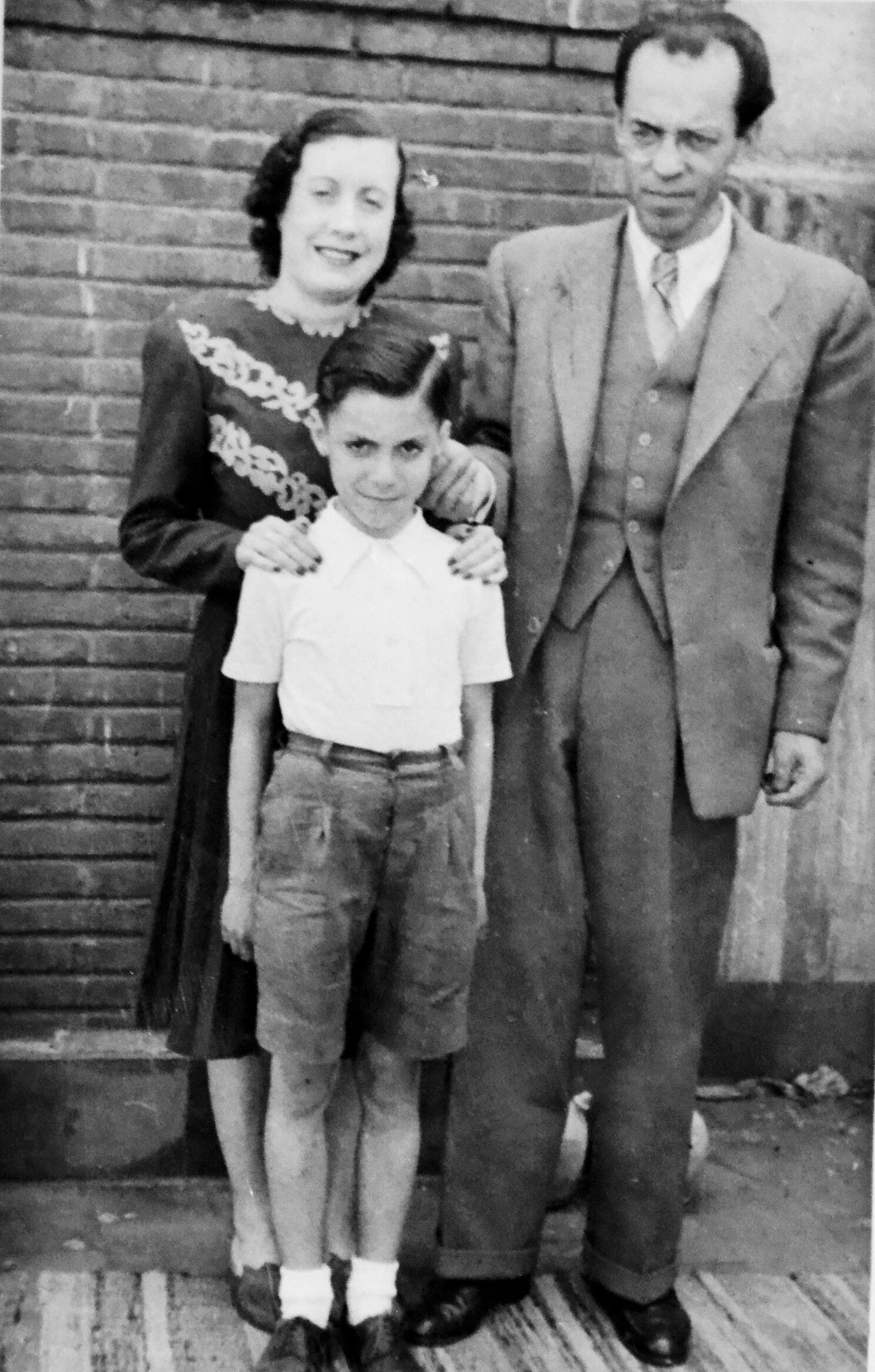
Avelina Ranz Conde, Jaime Menéndez "El Chato" y su hijo Jimmy.

## Biografía

### Juventud
Ya con doce años sustituía en ocasiones a su padre, maestro de escuela en la localidad de Láneo, demostrando competencia a pesar de su corta edad. La zancadilla de una de sus compañeras de escuela le hizo chocar brutalmente con la esquina de un pupitre, que le produjo el aplastamiento total de su nariz, dando la impresión de ser un boxeador y adquiriendo el apodo del Chato.
En 1919 emigró a La Habana por no servir en el ejército y además cumplir su sueño de trabajar como periodista en Nueva York. En Cuba se encontraba ya la mayoría de sus hermanos -Juan, Jesús, Joselín, Covadonga, Etelvina y María Luisa-, y pudo colocarse en los almacenes de un paisano como contable; por la noche estudiaba periodismo y de forma autodidacta inglés, francés, alemán e italiano. Se inscribió en el Centro Asturiano de La Habana, coincidiendo con Juan Antonio Cabezas. En 1920 se trasladó a Nueva York.

### Primer español redactor deThe New York Times
En Estados Unidos amplió estudios en la Universidad de Nueva York y comenzó a trabajar como redactor en el primer diario en castellano de ese país, La Prensa, que llegaría a dirigir en 1925. También ingresó en la logia masónica "The Universal", alcanzando el grado 33. 
Poco después se convirtió en el primer redactor español del The New York Times, primero en la sección de deportes, hasta que Herbert Lionel Matthews le fichó para la sección de política extranjera. Comenzó a trabajar de corresponsal de El Universal de Venezuela.
En Nueva York pudo tomar contacto con Tenesse Williams, Claude Bowers —escritor y diplomático, que sería embajador en Madrid —, Federico García Lorca, Boris Gamzue —catedrático de la Universidad de Nueva York— o George Wright.
Formó parte de los socios fundadores de La Alianza Republicana Española de Nueva York, colaborando en su órgano propagandístico España Republicana, donde llegaron a escribir personajes como José Ortega y Gasset, Salvador de Madariaga, Manuel Azaña o Gregorio Marañón.

### El Chato, Hitler y Federico García Lorca
En 1932 la North American Newspaper Alliance le envió a Madrid para realizar una serie de reportajes sobre la Segunda República y allí el Gobierno le seleccionó para viajar a Alemania y estudiar sobre el terreno la situación del nazismo. Asistió al mitin de Adolfo Hitler en el Lustgarten, el 1 de mayo de 1933, conoció a los mandos nazis, entre ellos, a Joseph Paul Goebbels y no olvidó jamás el escalofrío que sintió al estrecharle la mano.
De regreso a Madrid, su trabajo le permitiría conocer a la vanguardia intelectual española del momento, desde los escritores del 98 y el 27 a singulares damas como Victoria Kent, María Zambrano, Dolores Ibárruri, o políticos como Juan Negrín o Santiago Carrillo.
Espasa-Calpe publicó su primer libro Vísperas de catástrofe. Aún escribió un segundo libro, Alemania en pie, que no llegó a publicar.
Comenzó a colaborar con regularidad en publicaciones de la época como Leviatán, Cruz y Raya, Ahora, Diario Política, La Voz, El Sol, Claridad, Estampa, Mundo Obrero, las agencias Febus, Fabra, United Press, y The Spanish Revue, de la Universidad de Nueva York. Por aquel entonces abandonó la logia masónica Mantua y comenzó su colaboración con el Partido Comunista de España. Fue directivo de la Asociación de la Prensa de Madrid y de la Agrupación Profesional de Periodistas. También colaboró con Federico García Lorca en la difusión de su compañía de teatro La Barraca, tanto en España cono en los EE. UU..
En 1936 se casó con la intelectual Avelina Ranz Conde. Tuvieron un único hijo, Jaime (1937).
En plena guerra civil española se reencontró con Herbert L. Matthews y Claude Bowers, conoció a Ernest Hemingway, Jay Allen, George Orwell, André Malraux, Lluís Companys, a los generales José Riquelme y López-Bago y Miaja, al teniente coronel Ortega, a Luis Cabo Giorla, a los comisarios Díaz Hervás y Antón o a Cayetano Redondo Aceña. Fue también cronista de guerra en los frentes de Toledo, Ávila, Murcia, Málaga, Córdoba, El Tajo y Aragón.
En 1938 asumió la dirección del diario El Sol.
Algunos testimonios lo acusan de haber ejercido de comisario político durante la Guerra Civil española.

### Actividad antifranquista
Encarcelado al finalizar la guerra, escribió a escondidas, de noche, bajo la manta, su tercer libro, esta vez en inglés. Las hojas las sacaban a escondidas su hijo y su mujer, que le apoyó en todo su periplo carcelario incluso poniendo en riesgo su seguridad; practicaba el estraperlo para poder sufragar los gastos de los viajes a la prisión. En la cárcel Jaime Mernéndez impartió, clandestinamente, clases de cultura, política y marxismo, formando una pequeña escuela entre rejas. Asimismo, fue un puntal en la organización de la lucha clandestina dentro de las cárceles franquistas donde estuvo.
En 1944 salió en libertad. Gracias a sus contactos de su etapa norteamericana, encontró trabajo en la embajada de Estados Unidos en Madrid, donde fue secretario personal del departamento de prensa, con Abel Plenn, Emmet John Hughes, Theodore J. Pahle Sidney Wise y Bonsal. Tradujo numerosas obras del inglés, como Mr. Roosvelt, de Compton McKenzie. Allí, formó parte de una de las células clandestinas antifranquistas.

### Exilio en Tánger
Debido a la presión política en esos años de posguerra, decidió exiliarse con su familia en Marruecos, gracias a mediación de la Embajada de EE. UU. en Madrid, del Partido Comunista de España (de forma clandestina) y de Gregorio Corrochano, que le contrató en calidad de redactor jefe y posteriormente subdirector del diario España de Tánger. Allí, conoció a Aladino Cuetos, director de Radio Tánger, preso político, capitán del Ejército Republicano y héroe en Brunete y El Ebro; también al escritor Alberto España, a la familia Ventura, a los periodistas Antonio Colón, Patricio de Pereda, René Piñero, Samuel Cohen, Juan Estelrich, Luis Grajales (dramaturgo), Abramovicci, Manuel Cerezales, Manuel Cantarero y se reencontró con el escritor Herbert Southworth, y tres viejos compañeros en El Sol: Fernando García Vela, José Luis Moreno y su amigo Juan Antonio Cabezas. En Tánger escribió su libro Política de Estados Unidos, que tampoco llegó a publicar, y ocupó las coresponsalías de La Vanguardia y las agencias Reuters, Associated Press y United Press International; colaboró con las radios McKay y Tánger y con uno de los fundadores de Esquerra Republicana, Josep Andreu Abelló. En Tánger mantuvo su lucha clandestina formando parte de otra célula de resistencia antifranquista. Esa labor también la ejecutó desde el diario España y otras publicaciones.

### Regreso a Madrid
Empezó a colaborar con la revista Mundo, de Vicente Gallego, hombre muy influyente en el régimen franquista y que se ocupó de arreglar todos los papeles para que Menéndez pudiese regresar a Madrid, cosa que hizo en 1957, incorporándose a la redacción central de la revista. Fue el puntal principal de la revista Mundo en los años 50 y 60, que usó como referente para continuar con la lucha antifranquista en la prensa española. Fue asiduo de varias tertulias contrarias al régimen, principalmente en Casa Labra y en una lechería de la calle Infantas.
Fue nombrado miembro del Instituto de Estudios Políticos y Manuel Fraga Iribarne le contrató para la revista Política Internacional. Fundó junto a Rodrigo Royo y otros compañeros el semanario SP (posteriormente diario, de tendencia falangista disidente con el régimen), y empezó a colaborar en publicaciones como Occidente o Destino.
Utilizó numerosos seudónimos, entre ellos Juan Nadie, Kim, Jacinto Mercadal y Arturo Fernández, nombre con el que homenajeaba a su paisano actor.
Falleció de cáncer en 1969.